# Megachile feijeni
Megachile feijeni är en biart som beskrevs av Schulten 1977. Megachile feijeni ingår i släktet tapetserarbin, och familjen buksamlarbin. Inga underarter finns listade i Catalogue of Life.